# 乳飼比
乳飼比（にゅうしひ）とは、乳代に占める購入飼料費のことである。乳代、購入飼料費は酪農経営の勘定科目の中で一番割合を占める収益、費用であるため、酪農経営における簡易的な経営指標として用いられる。牛群検定成績表（乳検）にも記載されており、酪農家が容易に確認することができる。
一般的には、自給粗飼料を豊富に生産する北海道では、乳飼比は20～30%と言われている。また、酪農家がTMRセンターに属している場合、TMRセンターから配送される飼料も購入飼料になるため、乳飼比は高くなる。いずれの場合も農場にとって充分な乳量が出ている場合のことであり、適正な乳量を出すことが第一である。